# Guixers
Guixers (em catalão e oficialmente) ou Guixes (em castelhano) é um município da Espanha na comarca de Solsonès, província de Lérida, comunidade autónoma da Catalunha. Tem 66,4 km² de área e em 2021 tinha 126 habitantes (densidade: 1,9 hab./km²).

## Demografia
| Variação demográfica do município entre 1991 e 2004 [carece de fontes?] | Variação demográfica do município entre 1991 e 2004 [carece de fontes?] | Variação demográfica do município entre 1991 e 2004 [carece de fontes?] | Variação demográfica do município entre 1991 e 2004 [carece de fontes?] |
| ----------------------------------------------------------------------- | ----------------------------------------------------------------------- | ----------------------------------------------------------------------- | ----------------------------------------------------------------------- |
| 1991                                                                    | 1996                                                                    | 2001                                                                    | 2004                                                                    |
| 152                                                                     | 148                                                                     | 154                                                                     | 145                                                                     |